# Zavižan
Zavižan ili Veliki Zavižan je planinski vrh na Sjevernom Velebitu visine 1676 m. Ima oblik stošca, krševit je i stjenovit vrh, jedan od viših na Velebitu. Nalazi se iznad Zavižanske kotline na području Nacionalnog parka Sjeverni Velebit. U blizini se nalaze: meterološka postaja Zavižan, najviša meteorološka postaja u Hrvatskoj te planinarski dom Zavižan i botanički rezervat Zavižan-Balinovac-Velika kosa. U blizini meterološke postaje posađeni su primjerci velebitske degenije. Meterološka postaja počela je raditi 1. listopada 1953.
1967. je hrvatski botaničar Fran Kušan osnovao u Modrić-docu podno Zavižana botanički vrt.
Na sjevernoj strani, raste šuma smreke, klekovina bukve i klekovina bora krivulja. Primorska strana je strma i kamenita. Na visini do oko 1300 m raste primorska bukova šuma. Na Zavižanu rastu mnoge rijetke, endemske i vrijedne biljne vrste kao što su: velebitska urodica (lat. Melampyrum velebiticum), plančica (lat. Trollius europaeus), alpski kotrljan (lat. Eryngium alpinum), uskolisno zvonce (lat. Edraianthus tenuifolius), Triumfettijeva zečina (lat. Centaurea triumfetti) i mnoge druge biljne vrste.